# Стрельба в Чарлстоне
Стрельба в Ча́рлстоне — нападение 21-летнего американца Дилана Руфа на прихожан африканской методистской епископальной церкви Эмануэль, расположенной в историческом центре города 17 июня 2015 года. В результате стрельбы погибли 9 человек, один ранен; все убитые и пострадавшие — афроамериканцы.

## Ход событий
Вечером 17 июня 2015 года 21-летний Дилан Руф приехал на автомобиле в африканскую методистскую епископальную церковь Эмануэль, где в этот момент проходили еженедельные занятия по изучению Библии и присутствовал на них около часа рядом с пастором. В какой-то момент он поднялся со своего места со словами «Я должен сделать это. Вы насилуете наших женщин и хотите захватить нашу страну. От вас надо избавиться», а затем открыл огонь по прихожанам из пистолета Glock 41 45-го калибра, после чего скрылся.
Около 21:05 по местному времени (EDT) в полицию города поступил сигнал о стрельбе. Полиция попросила жителей близлежащих домов покинуть здания, улицы, прилегающие к месту происшествия, были перекрыты, также была объявлена угроза взрыва.

## Преступник
Подозреваемый — Дилан Сторм Руф (англ. Dylann Storm Roof), родился 3 апреля 1994 года; камера видеонаблюдения зафиксировала момент, когда он входил в церковь. Руф был задержан в городе Шелби (штат Северная Каролина), при аресте он не оказывал полицейским сопротивления.
По информации СМИ, Руф дважды задерживался. В январе 2015 года его арестовали в одном из торговых центров в Колумбии из-за его странного поведения, он был заподозрен в употреблении наркотического препарата «субоксон» и ему было запрещено в течение года посещать данный торговый центр. Однако уже в апреле он вновь вернулся в торговый центр, после чего запрет был продлён на два года. Одноклассники Дилана подтвердили, что он употреблял более тяжёлые наркотики, чем марихуана, в частности, транквилизатор Xanax.
По словам знакомого подозреваемого Далтона Тайлера, Руф был сторонником расовой сегрегации и говорил, что хочет развязать в США гражданскую войну, а затем покончить с собой. Дядя Руфа Карсон Коулз сообщил Reuters, что Дилан  был очень сильно погружен в себя. В 19 лет у него не было ни работы, ни водительских прав, большую часть времени он проводил взаперти в своей комнате. Также Коулз рассказал, что пистолет 45-го калибра молодой человек получил в подарок от отца.
Газета New York Times сообщила, что на имя Руфа зарегистрирован интернет-сайт, где размещён манифест расистского содержания на 2500 слов. На сайте также опубликованы снимки, где стрелок позирует с восковыми фигурами рабов, оружием, неонацистским лозунгом 14/88. Домен сайта зарегистрирован российским регистрационным сервисом REG.RU.

## Погибшие и раненые
Жертвами нападения стали шесть женщин и трое мужчин. Восемь человек погибли на месте, два человека были госпитализированы, позднее один из пострадавших скончался от ранений. Среди погибших — член сената американского штата Южная Каролина, пастор Клемента Пинкни.

## Расследование и суд
Предварительные слушания по делу о стрельбе церкви начались 19 июня 2015 года. В отношении Руфа были выдвинуты обвинения по 33 пунктам, в том числе в убийстве на почве расовой ненависти, он был оставлен под стражей. Также судом был установлен залог по обвинению в незаконном применению оружия.
Процесс над Руфом должен был начаться в ноябре — через 70 дней после первоначального выдвижения обвинений, однако суд по просьбам адвокатов и прокуроров трижды откладывал начало слушаний.
В декабре 2016 года Руф был признан виновным по всем 33 федеральным обвинениям. 10 января 2017 года был приговорен к смертной казни.
В апреле 2017 года признал свою вину в суде штата и приговорен к 9 пожизненным срокам. Далее, 21 апреля 2017, переведен на федеральное попечение в тюрьму United States Penitentiary, Terre Haute, штат Индиана, где теперь ожидает исполнения смертной казни.

## Реакция
Генеральный секретарь ООН Пан Ги Мун выразил соболезнования семьям погибших и назвал произошедшее преступлением, совершённым по расовым мотивам.
Президент США Барак Обама призвал граждан страны переосмыслить взгляды на ношение оружия:

Давайте начистоту — мы должны осмыслить тот факт, что подобное насилие не происходит в других продвинутых странах. <...> Мы знаем, что невинные люди вновь погибли отчасти потому, что человек, который хотел нанести вред, без проблем получил в свои руки оружие.

### Квалификация произошедшего
Министерство юстиции США рассматривает произошедшее как террористический акт, однако в Федеральном бюро расследований нападение на церковь терактом не считают. В своём заявлении директор ФБР Джеймс Коми заявил:

Терроризм является актом насилия, совершенным или заявленным в качестве угрозы с целью оказания влияния на органы публичной власти или граждан, то есть, скорее, политический акт. С учетом того, что мне [пока] известно, я не рассматриваю это [произошедшее в Чарльстоне] как политический акт. Однако это не делает случившееся менее ужасным.

## Последствия
На одном из фото, которые Руф опубликовал на своём интернет-сайте, он позировал с флагом Конфедерации, после чего общественность ополчилась на этот символ армии Конфедеративных Штатов Америки. В ряде штатов были озвучены призывы убрать флаг из общественных мест: в Алабаме по распоряжению властей были сняты четыре таких флага, украшавшие мемориал павшим солдатам армии КША, губернатор Вирджинии Терри МакОлиф распорядился заменить в штате все автомобильные номера, украшенные символом Конфедерации, в Миссисипи сенаторы потребовали исключить его из флага штата.
26 августа 2015 года в Вирджинии произошло убийство журналистов канала WDBJ7 Элисон Паркер и Адама Уорда. Убийца, Ли Вестер Флэнаган, позже покончивший с собой, за несколько часов до совершения преступления отправил факсом в редакцию телеканала ABC News манифест объёмом 23 страницы, в котором сообщил, что его поступок был реакцией на произошедшее в Чарлстоне. В манифесте Флэнаган утверждает, что страдал от расовой дискриминации, сексуальных домогательств и издевательств на работе из-за того, что он был чернокожим геем.